# Cuartera
Una cuartera es una unidad de medida antigua, de capacidad distinta según qué se había de medir y según en qué territorio se iba a aplicar. Debido a esto, cada alcaldía disponía de utensilios para medir la cuartera estándar de su territorio. Entre los distintos lugares donde se han conservado medidas de este tipo se encuentran el municipio de  Falset, el de Seo de Urgel y el de Montblanch. 
La cuartera de grano solía oscilar en torno a los 70 litros, la de aceitunas alrededor de los 80 y la de siembra equivalía al espacio que se podía sembrar con una cuerda de trigo. Una sexta parte de la cuartera era, sobre todo en la zona pirenaica y especialmente en Andorra un sesteró. Finalmente, estas medidas fueron suprimidas con la implantación del sistema métrico decimal, pero en muchos ámbitos rurales los agricultores todavía se entienden con ellas a la hora de considerar la capacidad de las tierras que trabajan. Un ejemplo de esto es la almosta, la cual en tiempos medievales era una medida de áridos submúltiple de la cuartera de grano. En San Celoni equivalía a 1/64 parte de una cuartera, mientras que en Montpalau la almosta era de cuarto y de quinto.